# The Wrong Bottle
The Wrong Bottle er en amerikansk stumfilm fra 1913 af Anthony O'Sullivan.

## Medvirkende
- Claire McDowell
- Charles Hill Mailes
- Pearl Sindelar
- Charles West
- Clara T. Bracy